# ザルツブルク復活祭音楽祭
ザルツブルク復活祭音楽祭（ざるつぶるくふっかつさいおんがくさい、Die Salzburger Osterfestspiele）とはオーストリアのザルツブルクで、毎年復活祭の期間に開催される音楽祭である。会場はすべてザルツブルク祝祭大劇場である。

## 概要
ザルツブルク復活祭音楽祭（別称、ザルツブルク・イースター音楽祭）は、1967年に指揮者のヘルベルト・フォン・カラヤンが創立した。音楽祭の期間はキリストの復活記念祭（英語のイースター，春分の日以後の満月のあとの最初の日曜日）の前後の10日間ほどで、ザルツブルクの代名詞とも言える、夏に開催されるザルツブルク音楽祭に比べて、小規模である。プログラムは1つのオペラ、2つのオーケストラコンサート、1つの合唱入りのオーケストラコンサートという4日間の連続したツィクルス（Zyklus、連続演奏会）を、間に2日間の休日を挟み、もう一回くり返すというスタイルが定着している。
この音楽祭の一番の魅力だったのは、この4つの公演全てを、世界的な名指揮者がベルリン・フィルハーモニー管弦楽団を指揮していたという点である。これまでの指揮者は、1967年から1989年まではヘルベルト・フォン・カラヤン、1992年と1993年はゲオルク・ショルティ、1994年から2002年まではクラウディオ・アバド、2003年以降はサイモン・ラトルが指揮、ならびに芸術監督をつとめている。このことからも、ザルツブルク復活祭音楽祭は、基本的にベルリン・フィルとその常任指揮者が出演するといえる。さらに、ベルリン・フィルがオーケストラ・ピットに入って演奏する機会はこの音楽祭以外にはほとんどなく、それだけでも貴重といえる。演奏会場は祝祭大劇場である。1989年のカラヤンの死後、その存続が危ぶまれたが、その後も毎年開催されている。
2007年から2010年にかけて、サイモン・ラトルの指揮で、リヒャルト・ワーグナーのニーベルングの指環（全4作）のスケジュールが決まっている（2007年「ラインの黄金」、2008年「ワルキューレ」、2009年「ジークフリート」、2010年「神々の黄昏」）。
2011年にラトル及びベルリン・フィルが契約を打ち切ったのを受け、2013年からクリスティアン・ティーレマンがその後を引き継ぎ、シュターツカペレ・ドレスデンと共に新たな活動を開始した。近年では2017年『ヴァルキューレ』、2018年『トスカ』などを取り上げている。

## 創立の背景
ザルツブルク復活祭音楽祭創立の原動力は、カラヤンの強い意思と、それを現実的に支えた観光都市ザルツブルクとレコード産業ビジネスであった。帝王と呼ばれ、ヨーロッパの楽壇に君臨したカラヤンも、自分の思うようにならないことがあった。その一つは1952年以来疎遠だったバイロイト音楽祭であり、もう一つは1964年以来疎遠だったウィーン国立歌劇場であった。どちらも伝統のある歌劇場で、全てに関して支配を望むカラヤンとは相容れない関係だった。特にカラヤンが好んで指揮をしたワーグナーの楽劇は、ザルツブルク音楽祭はバイロイト音楽祭と時期的に重なり、上演する事はできなかった。そこに前述のビジネスの思惑が重なり、ザルツブルク復活祭音楽祭はスタートした。